# Tofaş Spor Kulübü
O Tofaş Spor Kulübü é um clube profissional de basquetebol sediado na cidade de Bursa, Turquia que atualmente disputa a Super Ligi. Foi fundado em 1974 e manda seus jogos no Tofaş Nilüfer Spor Salonu  com capacidade de 7.500 espectadores.

## Temporada por Temporada
| Temporada | Nível | Liga | Pos.                 | Pós Temporada        | Competições Europeias | Competições Europeias |
| --------- | ----- | ---- | -------------------- | -------------------- | --------------------- | --------------------- |
| 2004-05   | 2     | TBL2 | 4                    |                      |                       |                       |
| 2005-06   | 2     | TBL2 | 1                    | Promovidocampeão     |                       |                       |
| 2006-07   | 1     | BSL  | 13                   |                      |                       |                       |
| 2007-08   | 2     | TBL2 | 1                    | Terceiro Colocado    |                       |                       |
| 2008-09   | 2     | TBL2 | 1                    | Promovidocampeão     |                       |                       |
| 2009-10   | 1     | BSL  | 10                   |                      |                       |                       |
| 2010–11   | 1     | BSL  | 9                    |                      |                       |                       |
| 2011–12   | 1     | BSL  | 8                    | Quartas de Finais    | -                     | -                     |
| 2012–13   | 1     | BSL  | 8                    | Quartas de Finais    | 3 Eurochallenge       | OF                    |
| 2013–14   | 1     | BSL  | 8                    | Quartas de Finais    | 3 Eurochallenge       | TR                    |
| 2014-15   | 1     | BSL  | 16                   | Rebaixado            | 3 Eurochallenge       | TR                    |
| 2015-16   | 2     | TBL  | 1                    | Campeão              | -                     | -                     |
| 2016-17   | 1     | BSL  | 8                    | Quartas de Finais    | -                     | -                     |
| 2017-18   | 1     | BSL  | 2                    | Finalista            | 2 EuroCopa            | TR                    |
| 2018-19   | 1     | BSL  | 3                    | Semifinais           | 2 EuroCopa            | TR                    |
| 2019-20   | 1     | BSL  | Pandemia de COVID-19 | Pandemia de COVID-19 | 2 EuroCopa            |                       |
| 2020-21   | 1     | BSL  | 4º                   | Quartas de finais    | 3 Liga dos Campeões   | R16                   |
| 2021-22   | 1     | BSL  | 9º                   |                      | 3 Liga dos Campeões   | QF                    |
| 2022-23   | 1     | BSL  | 7º                   | Quartas de finais    | 3 Liga dos Campeões   | Pi                    |
| 2023-24   | 1     | BSL  | 11º                  |                      | 3 Liga dos Campeões   | QF                    |
| 2024-25   | 1     | BSL  | 4º                   | Quartas de finais    | 4 Copa Europeia       | QF                    |

## Títulos
- Basketbol Super Ligi

Campeões (2): 1998-99, 1999-2000